# Galago matschiei
El gálago de anteojos o gálago de Matschie (Galago matschiei) es una especie de primate estrepsirrino perteneciente a la familia Galagidae. Se le conoce como gálago de Matschie en honor al zoólogo alemán Paul Matschie.

## Distribución
Habita en Burundi, República Democrática del Congo, Uganda y Ruanda.